# Aplocheilichthys hutereaui
Aplocheilichthys hutereaui es un pez de la familia de los pecílidos en el orden de los ciprinodontiformes.

## Morfología
Los machos pueden alcanzar los 3,5 cm de longitud total.

## Distribución geográfica
Se encuentran en África: Chad, República Centroafricana, Sudán, norte y sudeste de la República Democrática del Congo, norte y oeste de Zambia, sudeste de Angola, nordeste de Namibia, noroeste de Botsuana, Malaui, Zimbabue y Sudáfrica.